# The Running Man (2025)
The Running Man is een toekomstige Amerikaanse komische actiefilm, gebaseerd op het boek Vlucht naar de top van Stephen King, die het schreef onder zijn pseudoniem Richard Bachman. De film is geregisseerd, mede geschreven en geproduceerd door Edgar Wright en heeft Glen Powell in de hoofdrol.
De film is het tweede verfilming van het boek na de gelijknamige film uit 1987 met Arnold Schwarzenegger in de hoofdrol.

## Verhaal
Ben Richards speelt mee in het spelprogramma genaamd The Running Man, waarbij men door dodelijke jagers wereldwijd wordt achtervolgd om geld te verdienen.

## Rolverdeling
| Acteur          | Personage       |
| --------------- | --------------- |
| Glen Powell     | Ben Richards    |
| Josh Brolin     | Dan Killian     |
| Colman Domingo  | Bobby Thompson  |
| Lee Pace        | Evan McCone     |
| Jayme Lawson    | Sheila Richards |
| Michael Cera    | Elton Parrakis  |
| Emilia Jones    | Amelia Williams |
| David Zayas     | Richard Manuel  |
| Katy O'Brien    | Laughlin        |
| William H. Macy |                 |
| Daniel Ezra     |                 |
| Karl Glusman    |                 |
| Sean Hayes      |                 |

## Productie
Een nieuwe verfilming van Vlucht naar de top van Stephen King werd door Paramount Pictures in februari 2024 aangekondigd. In april werd Glen Powell voor de hoofdrol gecast.

### Filmopnames
De filmopnames gingen op 4 november 2024 van start in het Verenigd Koninkrijk en eindigden op 28 maart 2025.

## Release
The Running Man zal naar verwachting door Paramount Pictures op 7 november 2025 uitgebracht worden in de Verenigde Staten. Oorspronkelijk lag deze datum op 21 november vast.